# Hey Arnold!
Hey Arnold! ist eine US-amerikanische Zeichentrickserie, die vom Fernsehsender Nickelodeon von 1996 bis 2004 produziert wurde. Insgesamt gibt es 100 Folgen der Serie rund um Arnold, seinen Freund Gerald, seine Klassenkameraden und die Pensionsmitbewohner.

## Handlung
Der neunjährige Arnold lebt bei seinen Großeltern Phil und Gertrude, welche eine Pension besitzen. Er geht in die vierte Klasse und erlebt mit seinem besten Freund Gerald und den anderen Kindern aus der Nachbarschaft viele Abenteuer. In einigen Folgen der Sendung – dies stellt eine Besonderheit dar – ist der namensgebende Charakter Arnold nur wenig in die Geschichte eingebunden, und die Episode dreht sich um einen Nebencharakter.
Handlungsort ist die fiktive Stadt Hillwood im US-Bundesstaat Washington, wie es in der Episode Ein chaotischer Ausflug enthüllt wurde. Ein Thema, welches sich von der ersten Folge an durch alle weiteren 100 zieht, ist Helgas Liebe zu Arnold, die sie jedoch vehement zu verheimlichen versucht.

## Charaktere

### Hauptcharaktere

#### Kinder
Arnold ist die Hauptfigur der Serie. Er wohnt zusammen mit seinen Großeltern, die eine Pension betreiben. Sie haben den Platz seiner vor langer Zeit bei einer Forschungsreise verschollenen Eltern eingenommen. Arnold zeichnet sich vor allem durch seine Intelligenz und ein starkes Gerechtigkeitsempfinden aus.
Äußerlich fällt vor allem seine ungewöhnliche Kopfform auf, weswegen er oft (besonders von Helga) „Footballschädel“ genannt wird. Außerdem trägt er meist ein langes Hemd mit Karomuster unter einem Pullover, sowie seine geliebte Mütze, ohne die er unter einer Identitätskrise leidet. Sein bester Freund ist Gerald.
Arnolds Nachname wird in der Serie nie genannt. Arnold-Erfinder Craig Bartlett wies die Fans jedoch darauf hin, dass sein Nachname in der Serie in regelmäßigen Abständen erwähnt wurde. Gerüchten zufolge sollte er demnach Shortman (dt. „Kurzer“) heißen, was im zweiten Film Dschungelfilm dann auch bestätigt wird.
Helga G. Pataki: Ihr „Markenzeichen“ sind ihre riesige Monobraue – und sie ist zwar fast immer sehr gemein zu Arnold, doch das nur zum Schein – eigentlich ist sie unsterblich in Arnold verliebt, was sie jedoch beharrlich verheimlicht. Einige Male kommt ihr großes Geheimnis heraus, doch zu ihrem Glück weiß es nur eine Handvoll Menschen. Im Kinofilm zur Serie beichtet sie es auch Arnold.
Darunter ist auch Brainy, der Helga selbst begehrt. Immer wenn sie von Arnold schwärmt, ist Brainy in der Nähe und atmet rasselnd. Ihre beste Freundin Phoebe weiß oder ahnt ihr Geheimnis zumindest. Patty meint es zu wissen, da Arnold sich für Helga eingesetzt hat. Um in Romeo und Julia die weibliche Titelrolle an der Seite von Arnold spielen zu dürfen, musste sie Lila, ihrer wahrscheinlich größten Konkurrentin um Arnold, in der Folge Romeo und Julia das Geheimnis verraten. Lila überließ Helga daraufhin allerdings die Rolle. Außerdem weiß es die Psychologin Dr. Bliss, zu der Helga in der Folge Helga beim Psychologen gehen musste, weil sie Brainy vor den Augen des Direktors niedergeschlagen hatte.
In ihrem Kleiderschrank hat Helga eine skurrile Skulptur von Arnold angefertigt. Außerdem trägt sie ein herzförmiges Medaillon mit einem Bild von ihm. Helga wohnt zusammen mit ihrem Vater, dem Unternehmer Bob Pataki, und ihrer Mutter Miriam. Ihr Vater verwechselt sie oft mit Olga, Helgas älterer, hochbegabter Schwester. Bob lässt Helga, die zwar intelligent, aber nicht herausragend in der Schule ist, oft genug spüren, wie viel mehr er von Olga hält.
Gerald Johanssen ist Arnolds bester Freund. Er zeichnet sich durch einen auffällig nach oben stehenden Haarschopf aus. Gerald steht Arnold (fast) immer treu zur Seite. Oft muss er sich mit seiner kleinen Schwester und seinem großen Bruder herumärgern. Außerdem ist er der „Bewahrer“ zahlreicher Legenden wie zum Beispiel der Geschichte vom Treppenkind. Geralds Vater war in Vietnam.
Phoebe Heyerdahl ist Helgas beste Freundin. Sie ist hochintelligent und sehr gutmütig, weswegen sie sich oft allzu leicht von Helga ausnutzen lässt. Oft muss sie auch ihrer besten Freundin aus der Patsche helfen. Sie ist in Kentucky geboren und japanisch-amerikanischer Abstammung.
Harold Berman ist ein sehr dicker, aber auch sehr kräftiger Junge. Er zeichnet sich nicht gerade durch übermäßige Intelligenz aus und gerät oft mit Arnold aneinander. Außerdem hat Harold eine große Vorliebe für Fleisch und Talent zum Metzger. Nebenbei ist er auch ein Jude.
Rhonda Wellington Lloyd ist die „Mode-Expertin“ in Arnolds Klasse. Sie zeichnet sich vor allem durch Überheblichkeit aus aufgrund ihrer wohlhabenden Eltern. Gerade zu den „Uncoolen“ ist sie oft sehr gemein und herablassend. Sie hegt gewisse romantische Gefühle für Arnold, was aber nie wirklich tiefer beleuchtet wird.
Stinky Peterson ist ein Junge aus den Südstaaten, der mit seinen Eltern auf einer Art Farm in der Stadt lebt. Äußerlich zeichnet er sich vor allem durch seine Größe aus. Stinky leidet unter leichten Minderwertigkeitskomplexen: Er meint, in nichts besonders gut zu sein. Skurrilerweise heißen alle Mitglieder seiner Familie ebenfalls Stinky. Stinky ist meist recht freundlich, zeichnet sich aber nicht gerade durch hohe Intelligenz aus.
Eugene Horowitz ist der Pechvogel schlechthin. Oft hat er geradezu groteske Unfälle, durch die er erst einmal krankenhausreif ist. Trotzdem verfügt Eugene über einen ungeheuren Optimismus, gepaart mit etwas Naivität, was ihn nur noch mehr in Schwierigkeiten bringt. Die meisten seiner Mitschüler halten sich von Eugene lieber fern, um nicht selbst auch Pech zu haben. Nur Arnold versucht ab und an, ihm zu helfen – selten mit Erfolg. Fast jeden seiner Unfälle kommentiert er mit „Nix passiert“.
Sid ist ein Junge mit einer auffälligen Nase und einer Baseballmütze. Er kennt – ähnlich wie Gerald – zahlreiche „Legenden“, die aber immer von Gerald vorgetragen werden. Am besten versteht sich Sid mit Stinky.
Brainy ist ein Charakter in der Serie, über den nicht viel bekannt ist. Dennoch spielt er eine wiederkehrende Rolle. Fast immer, wenn Helga scheinbar ungestört anfängt, für Arnold zu schwärmen, taucht Brainy, ein ständig keuchender Junge mit Brille, wie aus dem Nichts auf. Helga setzt ihn daraufhin immer mit einem kräftigen Schlag ins Gesicht außer Gefecht.
Lila Sawyer ist Arnolds große Liebe, was Helga natürlich sehr missfällt. Lila mag Arnold, ist aber nicht verliebt in ihn. Lila kommt in der Episode Die Neue neu auf die Schule. Anfangs mögen die Kinder sie nicht, weil Lila als perfekt erscheint; dann erfahren sie aber, dass Lila zusammen mit ihrem Vater in einer ärmlichen Wohnung im schäbigsten Viertel der Stadt wohnt, und haben Mitleid. Da Lilas Mutter nie erwähnt wird, geht man davon aus, dass sie verstorben ist, bevor Lila mit ihrem Vater nach Hillwood gezogen ist. Lila ist ein freundliches, nettes und intelligentes Mädchen, das von vielen als geradezu „perfekt“ bezeichnet wird. Als eine von ganz wenigen Personen überhaupt weiß sie, dass Helga in Arnold verliebt ist. Helga gestand dies in der Folge Romeo und Julia, um ihr die Rolle der Julia abnehmen zu dürfen. Im Schultheater wurde „Romeo und Julia“ aufgeführt, Arnold hatte die Rolle des Romeo und Helga ergatterte so die Möglichkeit, ihrem Schwarm einen Kuss zu geben. Lila hat Helga versprochen, Arnold nie etwas von ihren Gefühlen zu erzählen, und hält seitdem auch Wort.

#### Erwachsene
Opa Phil ist Arnolds Großvater; da aber Arnolds Eltern seit langer Zeit verschollen sind, ist er so etwas wie eine Vaterfigur für ihn geworden. Opa Phil betreibt zusammen mit seiner Frau Gertie die Pension Sunset Arms, in der Tiere, jedoch keine Kinder erlaubt sind. Er ist etwa
80 Jahre alt, aber noch sehr rüstig für sein Alter. Außerdem kennt er jede Menge spannende Geschichten, von denen allerdings viele ausgedacht sind.
Oma Gertie (genannt „Pookie“) ist Arnolds Großmutter. Sie ist ziemlich aufgedreht und verrückt, oft auch auffallend geistesabwesend. Gerne spielt sie auch Klavier auf dem Dach. Der einzige Tag, an dem sie normal ist, ist ein heißer Tag, wo alle anderen nahe dran sind, ihren Verstand zu verlieren.
„Big“ Bob Pataki ist Helgas Vater und Besitzer des Big-Bob-Beeper-Imperiums. Er ist ein knallharter Geschäftsmann. Bob Patakis ganzer Stolz ist Olga, seine ältere Tochter, die hochbegabt ist und aufs College geht. Er verwechselt Helga oft mit Olga und lässt sie spüren, wie viel mehr er von Olga hält.
Miriam Pataki ist Bob Patakis Frau. Während ihr Mann sein Big-Bob-Beeper-Imperium leitet, kümmert sie sich um den Haushalt. In vielen Folgen ist Miriam müde oder verwirrt, was laut Craig Bartlett, dem Erfinder der Sendung, auf ein Alkoholproblem zurückzuführen ist. Jedoch überrascht sie ihre Umgebung gelegentlich mit ihren Fähigkeiten. Miriams Verhältnis zu ihrer Tochter Helga ist allerdings nicht sehr gut.
Ernie Potts wohnt in der Pension von Arnolds Großeltern. Er arbeitet für eine Abrissgesellschaft. In seiner „glorreichen“ Karriere hat er bereits 500 Gebäude abgerissen. Ernie ist sehr klein und kann manchmal nicht besonders umgänglich sein. In seinem Kopf hat er eine Metallplatte.
Mr. Huynh kommt aus Vietnam. Er arbeitet im Restaurant El Patio und ist sehr musikalisch. Für eine kurze Zeit war er Country-Sänger. Mr. Huynh schickte während des Vietnamkriegs seine Tochter in die USA und folgte später selbst nach, um sie zu suchen. Über 20 Jahre später findet er sie.
Oskar Kokoschka ist ein echter Schnorrer. Während seine Frau arbeitet, faulenzt und isst er den ganzen Tag. Zwar verspricht er ständig, sich zu bessern und Arbeit zu suchen, jedoch lässt er diesen Worten nie Taten folgen. In der Episode Oskar lernt lesen stellt sich heraus, dass Oskar nicht lesen kann – Arnold bringt es ihm bei.
Suzie Kokoschka ist Oskars Frau. Sie ist nicht zu beneiden – während sie arbeitet, schnorrt sich ihr Mann bei ihr durch. Oft wird sie deswegen wütend und wirft mit Gegenständen nach Oskar.
Robert Simmons ist Arnolds Lehrer in der vierten Klasse. Er übernahm in der Episode Lehrer Simmons das Amt des Klassenlehrers, nachdem Miss Slovak die Schule verließ. Mr. Simmons ist ein freundlicher, gutmütiger Mensch mit vielen Visionen und einen Faible für Psychologie. Besonders gerne inszeniert er Theaterstücke. Als er in der Folge Schönes Erntedankfest ein Thanksgiving-Stück inszeniert, findet Arnold durch Zufall heraus, dass Mr. Simmons’ Familie völlig zerstritten ist, worunter er sehr leidet.

### Nebencharaktere
- Schoko-Berti: Kleiner Junge, der ständig Schokolade isst
- Nadine: Rhondas beste Freundin
- Patty: Harolds Freundin
- Sheena, Curly, Iggy: Kinder aus Arnolds Klasse
- Connie & Maria: Zwei Achtklässlerinnen (im Original Sechstklässlerinnen); sie gehen einmal zum Spaß mit Arnold und Gerald aus
- Ruth P. McDougal: Arnolds frühere große Liebe
- Mr. Green: Metzger und später Bürgermeister
- Harvey: Postbote
- Der Jollie-Ollie-Mann: Eismann, der Kinder überhaupt nicht leiden kann
- Direktor Wartz: Direktor von Arnolds Schule
- Olga Pataki: Helgas Schwester
- Dino Spumoni & Don Reynolds: Musiker
- Vic & Morrie: Ganovenpaar
- Miss Slovak: Arnolds frühere Lehrerin
- Nachtschwärmer bzw. Nashville Ned: DJ des Radio-Senders MJZZ
- Mr. Smith: Mieter in der Pension von Arnolds Großeltern. Da er sehr zurückgezogen lebt, ist nichts weiter von ihm bekannt
- Coach Wittenberg: Ein strenger und etwas egoistischer Mensch
- Tish Wittenberg: Coach Wittenbergs Frau
- Geralds Eltern
- Jamie O.: Geralds Bruder
- Timberly: Geralds Schwester
- Jerry & Marilyn Berman: Harolds Eltern

## Hintergrund
Die meisten Folgen sind eher lustiger – oft auch ironischer – Natur. Gelegentlich behandelt die Serie jedoch auch ernste Themen, wie beispielsweise Krieg (In diesem Fall den Vietnamkrieg). Eine spezielle Aussage verbreitet die Serie dadurch, dass die Köpfe der Figuren unterschiedliche, groteske Formen haben (Arnolds Spitzname ist zum Beispiel „Footballschädel“). Dies lässt den Schluss zu, dass die äußeren Werte eines Menschen völlig nebensächlich sind. Diese Interpretation wird auch darin bestärkt, dass Arnolds bester Freund Gerald ein Afroamerikaner ist und Harold einer anderen Religion, dem Judentum, angehört. Zudem ist an den sehr unterschiedlichen Familiennamen zu erkennen, dass Arnold und seine Freunde Vorfahren aus den verschiedensten Ländern der Welt haben:
- Pataki (Olga, Helga, Bob, Miriam): benannt nach George Pataki, einem ehemaligen Gouverneur von New York.
- Horowitz (Eugene): möglicherweise deutsch bzw. deutsch-polnischer Abstammung.

## Veröffentlichung
1997 lief die Sendung erstmals auf Nickelodeon Deutschland. Nach dessen Einstellung lief die Serie bis 2005 auf RTL und Super RTL. Als im September 2005 Nickelodeon als NICK seine Neuauflage in Deutschland startete, wechselte Hey Arnold! dorthin. Die Sendung war bis Frühjahr 2007 auf Nick zu sehen. Seit 2016 wird Hey Arnold! wieder regulär bei Nicknight gesendet.
In den USA erschien die 1. Staffel als Staffelbox und die 2. Staffel als Volumes. Die 3., 4. und 5. Staffel wurden nur im Online-Store des Publishers Shout Factory angeboten. In Deutschland erschien die komplette Serie bei Turbine Medien am 11. April 2014 als DVD-Box, später auch als SD-on-Blu-ray.

## Synchronisation
Die ersten 39 Folgen wurden bei der Synchron 80 in München vertont, die Folgen 40 bis 78 bei der Bavaria Synchron, die restlichen Episoden bei der Blackbird Music Musik- und Filmsynchron Produktion, erneut in München. Reinhard Brock verfasste die Dialogbücher und führte die Dialogregie.
| Rolle                   | Originalsprecher | Synchronsprecher   |
| Arnold Shortman         | Toran Caudell (Staffel 1) Phillip Van Dyke (Staffel 2–3) Spencer Klein (Staffel 4–5) Alex D. Linz (Folge 90, 95–96) | Daniel Schöpe      |
| Gerald Johanssen        | Jamil Walker Smith                                                                                                  | Tobias Wischmeier  |
| Helga Pataki            | Francesca Smith | Farina Brock       |
| Phoebe Heyerdahl        | Anndi McAfee | Lisa May           |
| Phil Shortman           | Dan Castellaneta | Klaus Höhne        |
| Gertie Shortman         | Tress MacNeille | Eva-Maria Lahl     |
| Ernie Potts             | Dom Irrera | Thomas Albus       |
| Stinky Peterson         | Toran Caudell | David Hellwig      |
| Timberly Johanssen      | Avriel Epps | Lilian Brock       |
| Nadine                  | Lauren Robinson |                    |
| Harold Berman           | Justin Shenkarow | Karim El Kammouchi |
| Eugene Horowitz         | Christopher Castile (Folge 1–9) Jarrett Lennon (Folge 10–20) Benjamin Diskin (Staffel 2–4) Blake Ewing (Staffel 5)  | Anke Kortemeier    |
| Sid                     | Sam Gifaldi | Butz Combrinck     |
| Robert „Big Bob“ Pataki | Maurice LaMarche | Walter von Hauff   |
| Wolfgang                | Toran Candell | Manuel Straube     |
| Mr. Huynh               | Boanan Coleman | Kai Taschner       |
| Direktor Wartz          | David Wohl | Joachim Kerzel     |

## Preise
Die Serie wurde 1997 mit dem Kinderfernsehpreis Emil ausgezeichnet.

## Filme

### Hey Arnold! The Movie
Im Jahr 2002 kam der erste Kinofilm Hey Arnold! The Movie in die US-amerikanischen Kinos. Die Handlung des Films war zuerst für eine dreiteilige Episode, eingebunden in die Fernsehserie, geplant, wurde dann doch in einen Kinofilm umgesetzt. Arnold versucht seine Nachbarschaft zu retten, denn ein Unternehmer will diese zerstören und anstelle dieser ein Einkaufszentrum bauen. Der Film wurde kein großer Erfolg, erschien deshalb in Deutschland erstmal nur als VHS und DVD. Der Film wurde von der FSK ohne Altersbeschränkung freigegeben, jedoch wird der Film mit einem FSK-12-Siegel verkauft. Am 12. November 2011 wurde der Film erstmals auf sixx gezeigt. Am 19. Mai 2012 strahlte ihn Nickelodeon erstmals aus. Die von Craig Bartlett und Maggie Groening verfasste Romanadaption des Films wurde erstmals 2002 veröffentlicht (ISBN 978-0-689-85136-0).

### Hey Arnold! Der Dschungelfilm
Ursprünglich war bereits parallel zur Produktion des ersten Films ein zweiter Film geplant, der als Hey Arnold! The Jungle Movie die letzten Folgen von Hey Arnold! fortsetzen sollte: Arnold findet ein Tagebuch, das die Idee aufkommen lässt, seine Eltern könnten noch am Leben sein. Er findet sogar eine im Tagebuch versteckte Karte und macht sich auf die Suche. Außerdem werden mehrere Beziehungen aus der Serie weitergesponnen. Wegen des ausgebliebenen Erfolgs des Kinofilms wurde die Produktion für diesen zweiten Film jedoch zunächst eingestellt. 2015 kündigte Nickelodeon an, dass weitere Inhalte zu Hey Arnold! zu produzieren, zwei Jahre später wurde öffentlich, dass es sich dabei um Hey Arnold! The Jungle Movie handelt.
Der Fernsehfilm wurde am 24. November 2017 auf dem US-Sender Nickelodeon erstausgestrahlt. Am 9. Februar 2018 folgte auf den deutschsprachigen Nick-Sendern zur Primetime die deutsche Erstausstrahlung.

## Logos

Logo mit altem Nickelodeon-Schriftzug
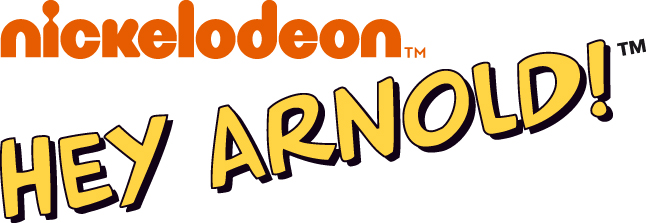
Mit neuem Schriftzug